# Membras argentea
Membras argentea är en fiskart som först beskrevs av Schultz, 1948.  Membras argentea ingår i släktet Membras och familjen Atherinopsidae. Inga underarter finns listade i Catalogue of Life.